# Шилово (Хвойнинский район)
Шилово — деревня в Хвойнинском муниципальном районе Новгородской области, относится к Боровскому сельскому поселению. Площадь земель деревни — 51,05 га.
В деревне на 1 января 2009 года было 5 хозяйств и постоянно проживали 6 человек
Шилово находится на высоте 160 м над уровнем моря, на правом берегу реки Кушавера у её истока из озера Большое Кузино, у моста на дороге из Заделья в Хвойную. На противоположном западном берегу озера расположена нежилая деревня Орёл. Близ деревни есть ещё озеро Малое Кузино.

## Инфраструктура
В деревне есть 4 улицы: улица Юности (32 дома ), Рябиновая улица (17 домов), Новая улица (4 дома) и Речная улица (1 дом). Через Шилово проходит дорога районного значения, соединяющая Хвойную с другими населёнными пунктами Боровского сельского поселения. Она делит Шилово на 2 исторических района: Западное и Восточное Шилово. Также в пределах деревни расположен и ещё один неформальный исторический район: Шиловский хутор.

## Население
| 2009 | 2010 | 2012 | 2013 |
| ---- | ---- | ---- | ---- |
| 6    | ↘1   | ↗4   | ↗6   |

## История
Шилово в Боровичском уезде Новгородской губернии относилось к Кушеверской волости. На 1896—1897 гг. в Шилове было 22 двора, проживали 64 мужчины и 68 женщин, а также было 9 детей школьного возраста — 4 мальчика и 5 девочек.
К 1924 году Шилово было в составе Петропавловского сельсовета в Кушеверской волости. 1 августа 1927 года постановлением ВЦИК Боровичский уезд вошёл в состав новообразованного Боровичского округа Ленинградской области, Петропавловский сельсовет вошёл в состав новообразованного Минецкого района этого округа. Население деревни Шилово по переписи 1926 года — 119 человек. В ноябре 1928 Петропавловский сельсовет был упразднён, а Шилово вошло в состав новообразованного Кушаверского сельсовета Минецкого района. Постановлением ЦИК и СНК СССР от 23 июля 1930 года Боровичский округ был упразднён, район стал подчинён Леноблисполкому. 20 сентября 1931 года Минецкий район был переименован в Хвойнинский, а центр района из села Минцы перенесён на станцию Хвойная. Население деревни Шилово Боровского сельсовета в 1940 году — 167 человек. В 1943 году в Шилово Задельского сельсовета был образован колхоз «Красный Шиловец». Указом Президиума Верховного Совета СССР от 5 июля 1944 года Хвойнинский район вошёл во вновь образованную Новгородскую область.
На основании решения Хвойнинского райисполкома в 1950 году в колхоз «Комсомолец», с центральной усадьбой в Заделье, были объединены все колхозы Задельского сельсовета, председателем правления колхоза был избран председатель Задельского сельсовета — Николаев Андрей Николаевич. 8 июня 1954 года решением Новгородского облисполкома № 359 Задельский сельсовет был присоединён к Боровскому сельсовету, но 18 сентября 1958 года решением Новгородского облисполкома № 596 был вновь образован Задельский сельсовет в составе населённых пунктов Заделье (центр сельсовета), Лезгино, Маклаково и Шилово, выделенных из Боровского сельсовета. Во время неудавшейся всесоюзной реформы по делению на сельские и промышленные районы и парторганизации, в соответствии с решениями ноябрьского (1962 года) пленума ЦК КПСС «о перестройке партийного руководства народным хозяйством», с 10 декабря 1962 года Решением Новгородского облисполкома № 764, Хвойнинский район был упразднён, Шилово и Задельский сельсовет вошли в крупный Пестовский сельский район, а 1 февраля 1963 года Президиум Верховного Совета РСФСР своим Указом утвердил Решение Новгородского облисполкома. В 1963 году колхоз Задельского сельсовета «Комсомолец» решением общего собрания колхозников, утвержденного решением райисполкома, переименовали в колхоз «Ударник». Пленум ЦК КПСС, состоявшийся 16 ноября 1964 года, восстановил прежний принцип партийного руководства народным хозяйством, после чего Указом Верховного Совета РСФСР от 12 января 1965 года и сельсовет и деревня во вновь восстановленном Хвойнинском районе. 15 февраля 1966 года к колхозу Боровского сельсовета имени Денисова A.M., с центральной усадьбой в деревне Боровское, был присоединён колхоз «Ударник» Задельского сельсовета. 9 марта 1971 года решением Новгородского облисполкома № 108 Задельский сельсовет был упразднён, а Заделье, Лезгино, Маклаково и Шилово вошли в состав Боровского сельсовета.
28 августа 1974 года решением Хвойнинского райисполкома № 89 года колхоз имени Денисова A.M. был реорганизован в совхоз имени Денисова A.M. директором стал председатель прежнего колхоза Григорьев Пётр Константинович. 21 декабря 1992 года совхоз имени Денисова реорганизован в ТОО имени Денисова, а 29 декабря 1999 года ТОО реорганизовано в сельскохозяйственный кооператив (СК) имени Денисова.
С принятием закона от 6 июля 1991 года «О местном самоуправлении в РСФСР» была образована Администрация Боровского сельсовета (Боровская сельская администрация), затем Указом Президента РФ № 1617 от 9 октября 1993 года «О реформе представительных органов власти и органов местного самоуправления в Российской Федерации» деятельность Боровского сельского Совета была досрочно прекращена, а его полномочия переданы Администрации Боровского сельсовета. По результатам муниципальной реформы, с 2005 года деревня Шилово входит в состав муниципального образования — Боровское сельское поселение Хвойнинского муниципального района (местное самоуправление), по административно-территориальному устройству подчинена администрации Боровского сельского поселения Хвойнинского района.
В последние годы также поднималось обсуждение одного территориального вопроса, а именно выделение в отдельный посёлок восточной оконечности Шилова (Местное неформальное название - Шиловский Хутор). Причиной тому стало активное освоение данной территории в последние годы, а также некоторые исторические предпосылки. Однако данная идея не была одобрена и Хутор остался в составе Шилово. Также обсуждался и вопрос создание в Шилове новой улицы: Старозадельской. Данная улица проходит от улицы Юности в районе домов 7 и 9 и до Новой улицы в районе дома 2,после которой она переходит в безымянную дорогу,которая раньше являлась единственной дорогой до Заделья. Вопрос о переименовании активно обсуждается с 2018 года.